# Carlos A. Page

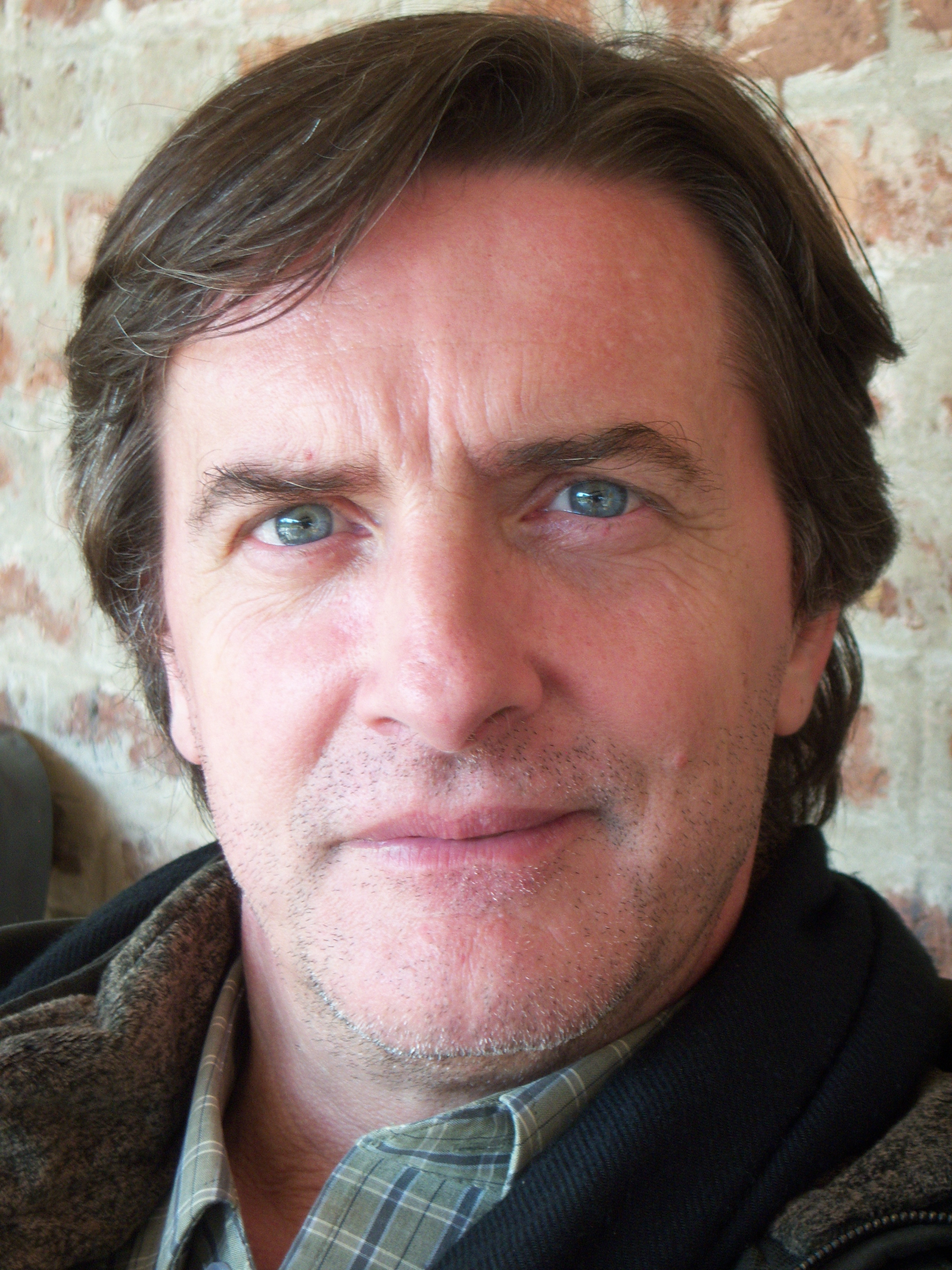
Carlos Page

Carlos Alberto Page (Buenos Aires, Argentina, 1958) es arquitecto y doctor en historia, especialista en historia urbana y arquitectónica, e historia de la Compañía de Jesús en la antigua Provincia del Paraguay. Interesado también en la problemática del Patrimonio Cultural, es investigador del CONICET y director de la revista IHS. Antiguos jesuitas en Iberoamérica, CONICET-CIECS-UNC.

## Trayectoria
Arquitecto por la Universidad Católica de Córdoba (1985) y doctor en Historia por la Universidad del Salvador (2005)[cita requerida]. En la docencia se destaca su trabajo como Profesor en las maestrías “Cultura Jesuítico-Guaraní” de la Facultad de Artes de la UNAM y “Patrimonio Artístico y Cultura en Sudamérica Colonial” de la Facultad de Filosofía y Letras de la Universidad de Buenos Aires. Publicó más de 30 libros (algunos en coautoría con Marcela Aspell, Luis Tognetti y Ramón Gutiérrez), además de alrededor de 300 artículos en revistas científicas y de divulgación en Argentina, España, Portugal, Alemania, Suiza, Estados Unidos, México, Paraguay, Brasil, Venezuela, Bolivia, Perú y Colombia.
Formado desde joven con los arquitectos Rodolfo Gallardo, Marina Waisman y Alberto S. J. de Paula inició sus estudios sobre historia de la arquitectura y el urbanismo de Córdoba (Argentina), hasta inclinarlos a la historia urbana hispanoamericana de la que versa su tesis doctoral.
Paralelamente se dedicó a la historia de la Compañía de Jesús, publicando libros y artículos, dictando conferencias, realizando documentales y organizando encuentros científicos, como las X Jornadas sobre Misiones Jesuíticas “Evangelización y Educación”, entre otras. Dirige la revista científica "IHS. Antiguos jesuitas en Iberoamérica", además de ser Miembro del Consejo Científico de la Société Internationale d’Études Jésuites (SIEJ) con sede en la École des Hautes Études en Sciences Sociales, París y Colaborador Extranjero del grupo de investigación: “Jesuítas nas Américas” del Conselho Nacional de Desenvolvimento Científico y Tecnológico (CNPq-Brasil) [cita requerida] e Investigador del Centro de Literaturas e Culturas Lusófonas e Europeias da Faculdade de Letras da Universidade de Lisboa (CLEPUL) entre otras instituciones extranjeras y nacionales.
Fue investigador de la Fundación Carolina de España, para realizar el proyecto “Relatos desde el exilio. Memoria de los jesuitas expulsos de la provincia de Paraguay” con sede en el CSIC (Consejo Superior de Investigaciones Científicas) bajo la dirección del Dr. José Andrés-Gallego. Becario dos veces del Ministerio de Cultura de España e Investigador invitado del CNR (Consiglio Nazionale delle Ricerche de Italia) por el acuerdo internacional entre el CONICET y el CNR para realizar el proyecto «Italia-Argentina: ovverosia il Mediterraneo in Sudamerica. Storia, arte e cultura tra XVI e XXI secolo”.
Una edición especial de su libro "La reducción jesuítica de Santa Rosa y su capilla de Loreto" fue obsequiada al Papa Francisco por el gobierno de Paraguay en el marco de la visita al Paraguay que realizó el Pontífice en el mes de julio de 2015.[cita requerida]

## Publicaciones
Entre las principales obras de Page se destacan:
- “El tratado sobre la provincia del Paraguay del P. Pedro de Calatayud y sus descargos contra el antijesuitismo”. CIECS-CONICET/UNC, 281 pág. ISBN: 978-987-1498-96-3.
- “El primer jesuita. Orígenes de las reducciones del Paraguay”. Ediciones Montoya, Posadas, 2019, 224 págs. ISBN 978-950-829-056-4.
- “La biografía del jesuita Marcial de Lorenzana, precursor de las misiones del Paraguay escrita por el P. Diego de Boroa”. CIECS-CONICET/UNC y Báez ediciones, Córdoba, 2017, 306 págs. ISBN 978-978-1498-62-8.
- “La reducción jesuítica de Santa Rosa y su Capilla de Loreto”. Fotosíntesis fotografía + editorial, Asunción, 2015, 112 págs. ISBN 978-99953-36-24-0.
- “El Noviciado de Córdoba de la Provincia Jesuítica del Paraguay. Historia y recuperación arqueológica 1607-199O”. CIECS / CONICET y UNC - Báez ediciones, Córdoba, 2013, 206 págs. ISBN 978-987-1498-41-3.
- “La vida del novicio jesuita José Clemente Baigorri escrita por el P. Gaspar Juárez”. Báez ediciones, Córdoba, 2012, 151 págs. ISBN 978-987-1498-34-5.[4]
- “Las otras reducciones jesuíticas. Emplazamiento territorial, desarrollo urbano y arquitectónico entre los Siglos XVII y XVIII”, Editorial Académica Española, Madrid, 2012, 471 págs. ISBN 978-3-8454-9478-4.
- “Relatos desde el exilio. Memorias de los jesuitas expulsos de la antigua Provincia del Paraguay”. Editorial Servilibro, Asunción del Paraguay, 2011 631 págs. ISBN 978-99953-0-342-6.[5]
- “Siete ángeles. Jesuitas en las reducciones y colegios del Paraguay”, Serie Estudios Jesuíticos, Sb Editorial, Buenos Aires, 2011, 250 págs. ISBN 978-987-1256-94-5.
- “El Colegio de Tarija y las misiones de Chiquitos según las Cartas Anuas de la Compañía de Jesús”. Colección de fuentes para la historia de la antigua provincia jesuítica del Paraguay, 2010, 251 págs. ISBN 978-1-257-08286-5.[6]
- “El espacio público en las ciudades Hispanoamericanas. El caso de Córdoba (Argentina). Siglos XVI a XVIII”, Junta Provincial de Historia de Córdoba – Sociedad Chilena de Historia y Geografía, Córdoba - Santiago de Chile, 2008, 370 págs. Prólogo Alberto de Paula, ISBN 978-987-1498-03-1.[7]
- “Los viajes de Europa a Buenos Aires según las crónicas de los jesuitas de los Siglos XVII y XVIII”. Báez ediciones, 2007 pp 325. ISBN 978-987-23206-3-8.[8]
- “El Colegio Máximo de Córdoba (Argentina), según las Cartas Anuas de la Compañía de Jesús”. Ed. BR Copias, Córdoba, 2004, 349 págs.
- “La Plaza Mayor de la ciudad de Córdoba. Siglos XVI y XVIII”, Junta Provincial de Historia de Córdoba, Cuadernos de Historia, Nº 70, Córdoba 2003, 90 págs.
- “La estancia jesuítica de Alta Gracia”, Universidad Nacional de Córdoba, Universidad Católica de Córdoba, Córdoba, 2000. Segunda edición 2004, Universidad Católica de Córdoba, Prólogo Dr. Alberto S. J. de Paula (Presidente de la Comisión Nacional de Museos, Monumentos y Lugares Históricos de Argentina) 230 págs. ISBN 987-43-1837-6.
- “El Camino de las Estancias”, Córdoba, 2000. Bilingüe, Telefónica Argentina. ISBN 987-97859-1-6.
- "La Manzana Jesuítica de la ciudad de Córdoba”, Prólogos: Dr. Hugo Juri (Rector de la Universidad Nacional de Córdoba) y Dr. Rubén A. Martí (Intendente de la Ciudad de Córdoba) Universidad Nacional de Córdoba y Municipalidad de Córdoba, 1999. ISBN 987-43-1187-8.
- "La estancia jesuítica de San Ignacio de los Ejercicios - Calamuchita - Córdoba", Junta Provincial de Historia de Córdoba, serie libros, Nº 18, 1998.